# 書房中的聖傑洛姆
《書房中的聖傑洛姆》（Saint Jerome in His Study）是義大利文藝復興時期畫家安托內羅·達·梅西那的作品。這幅畫描繪了人類、自然和神聖的知識，並充滿了建築物氣質。它是安東尼奧·帕斯誇裡諾的財產，後來又是第一代諾斯布魯克伯爵托馬斯·巴林的財產。1894年以來，它都收藏在英國倫敦國家美術館。

## 內容
這幅小畫是用油彩畫在石灰木板上的。它描繪了聖傑羅姆—以基督教道德生活的教義而聞名—在他的書房里工作，這是一個沒有牆壁和天花板的房間（可能在哥德式修道院內）。與安托內羅·達·梅西那的其他幾幅作品一樣，主角伴隨著許多與當代佛蘭德畫派相關的細節：書籍、動物、陶器等，且都以精確的細節和「光學」來繪製。
此場景的設計使光線與透視軸重合，聚焦在聖人的軀幹和雙手上。 透過書房兩側的窗戶，可以看到一片翠綠的風景。 前景中的動物包括一隻鷓鴣和一隻孔雀，兩者都具有象徵意義；右側陰影中的一隻貓和一隻獅子，通與聖傑羅姆傳說故事相關。

## 資料來源
- Battisti, Eugenio. . Palermo: Novecento. ISBN 88-373-0021-2.
- Carmelo Micalizzi, San Girolamo nello Specchio. Riflessioni su Antonello De Antonio, Di Nicolò Edizioni, Messina 2016
- . Detroit Institute of Arts Museum. 18 April 2017  [15 April 2019]. （原始内容存档于2022-05-24）.
- . Web Gallery of Art, searchable fine arts image database.   [15 April 2019]. （原始内容存档于2024-06-02）.

## 延伸閱讀
- Barbera, K (编). . New York: The Metropolitan Museum of Art. 2005  [2024-05-27]. （原始内容存档于2018-11-13）.
- Bernard Aikema: De heilige Hieronymus in het studeervertrek of: hoe Vlaams is Antonello da Messina, Nijmegen 2000.

## 外部連結
- Active exploration of details of the work 的存檔，存档日期21 October 2021.
- Analysis of the symbols in this work
- https://www.youtube.com/watch?v=ds_fYJ-pNlY （页面存档备份，存于）
- http://www.stefaanvanbiesen.com/skin.html （页面存档备份，存于）